# Nyctemera maturna
Nyctemera maturna là một loài bướm đêm thuộc phân họ Arctiinae, họ Erebidae.